# Bhadaur
Bhadaur is een nagar panchayat (plaats) in het district Barnala van de Indiase staat Punjab. 

## Demografie
Volgens de Indiase volkstelling van 2001 wonen er 16.818 mensen in Bhadaur, waarvan 53% mannelijk en 47% vrouwelijk is. De plaats heeft een alfabetiseringsgraad van 50%. 